# Aéroport international d'Erenhot Saiwusu
L’aéroport international d'Erenhot Saiwusu (code IATA : ERL • code OACI : ZBER) est un aéroport qui dessert la ville d'Erenhot, dans la province de Mongolie-Intérieure, en Chine.

## Compagnies aériennes et destinations
- Beijing-Capital : Beijing Capital Airlines
- Hohhot : China Express Airlines, Tianjin Airlines
- Oulan-Bator : Hunnu Air